# Deutsche Schule Bogotá
Das Colegio Andino – Deutsche Schule in Bogotá ist eine der vier deutschen Schulen in Kolumbien und wurde 1922 gegründet. Die Schule ist eine von den kolumbianischen Erziehungsbehörden anerkannte, vom Auswärtigen Amt und von der Kultusministerkonferenz geförderte Deutsche Auslandsschule, die vom Vorkindergarten über die Primar- und Sekundarstufen I  und II nach zwölf Schuljahren den kolumbianischen Gymnasialabschluss und die Deutsche Hochschulreife erteilt.

## Geschichte

### Gründung und Entwicklung
Ein Zusammentreffen 1919 auf einem Schiff von Deutschland nach Kolumbien mit der Pädagogin Elisabeth Schrader und Anton Kraus war der Beginn der Idee einer Schule in Kolumbien. Der Vorschlag von Anton Kraus war, einen deutschen Kindergarten in Bogotá zu eröffnen. So gründete eine Gruppe von deutschen Freunden am 4. Oktober 1921 den Deutschen Schulverein, um das Projekt zu beginnen, das die erste internationale Schule in Bogotá werden sollte. Der erste „Schulort“ lag in der Calle 15 mit der Carrera 9, im Zentrum von Bogotá, wo in einem angemieteten Haus für 40 Schüler im Februar 1922 der Unterricht begann.
Obwohl die innenpolitische Entwicklung Deutschlands in den 1920er Jahren durch Krisen und Umsturzversuche schwierig war, förderte die deutsche Regierung die Deutsche Schule Bogotá durch finanzielle Zuschüsse und durch die Entsendung deutscher Lehrer. Wegen der Erhöhung der Schülerzahl musste die Schule mehrmals umziehen. 1939 erschien eine „antikolumbianische“ Zeitungsanzeige in El Tiempo, die mit der Deutschen Schule in Verbindung gebracht wurde. Diese Affäre zwang den Schulleiter Kurt Reisch, Kolumbien zu verlassen, während die Deutsche Schule in Bogotá ihre amtliche Anerkennung verlor. Anfang 1942 ordnete der kolumbianische Unterrichtsminister Germán Arciniegas die Schließung aller vier deutschen Schulen in Kolumbien an. Die beiden vermittelten Lehrer, Martin Schneider und Fritz Müller, die aus familiären und gesundheitlichen Gründen nicht zurückreisen konnten, führten in Privathäusern den Primaria-Unterricht weiter, während die Schüler der Sekundarstufe einheimische Schulen besuchen mussten.

### Neubeginn nach dem Zweiten Weltkrieg

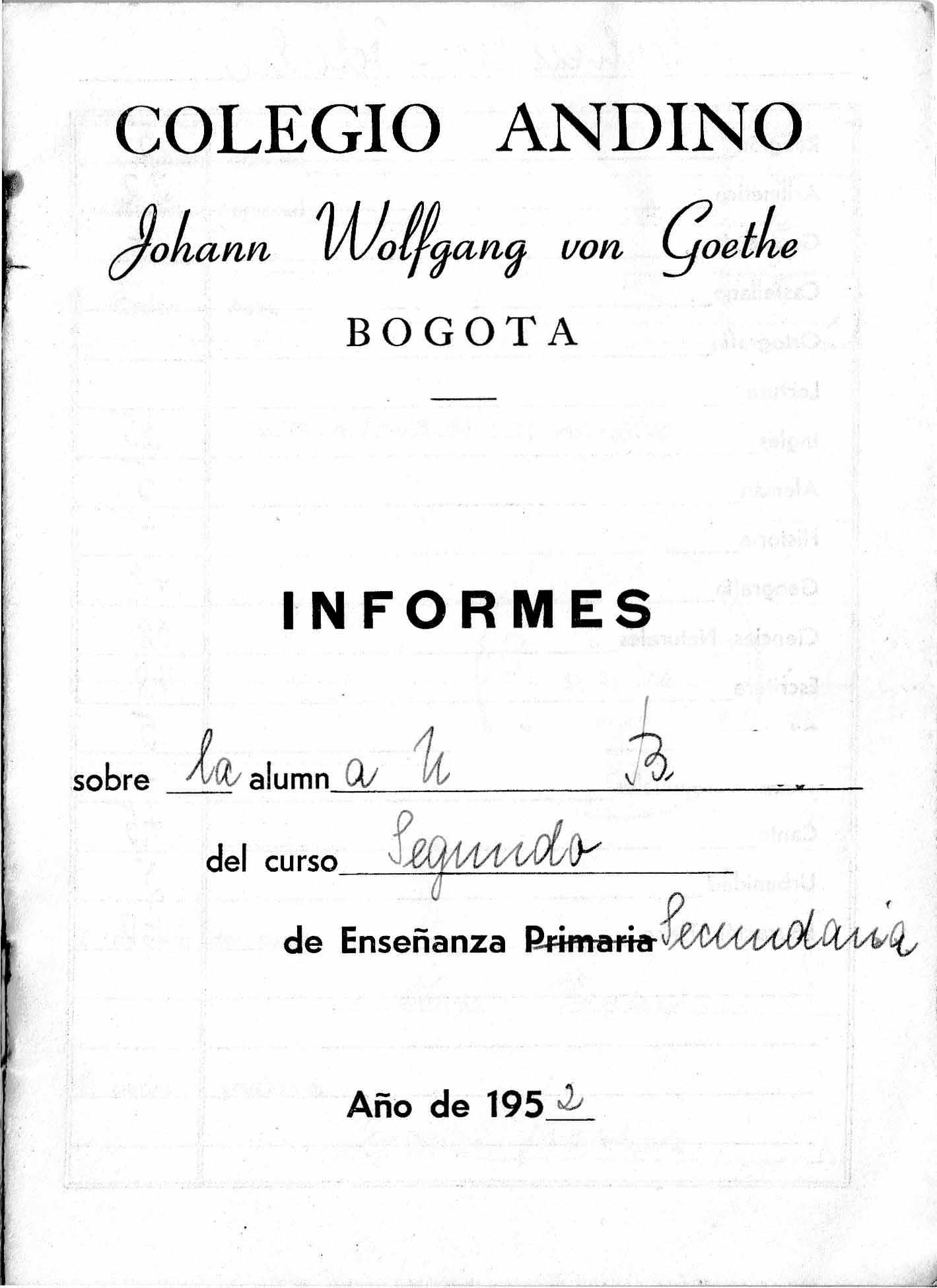

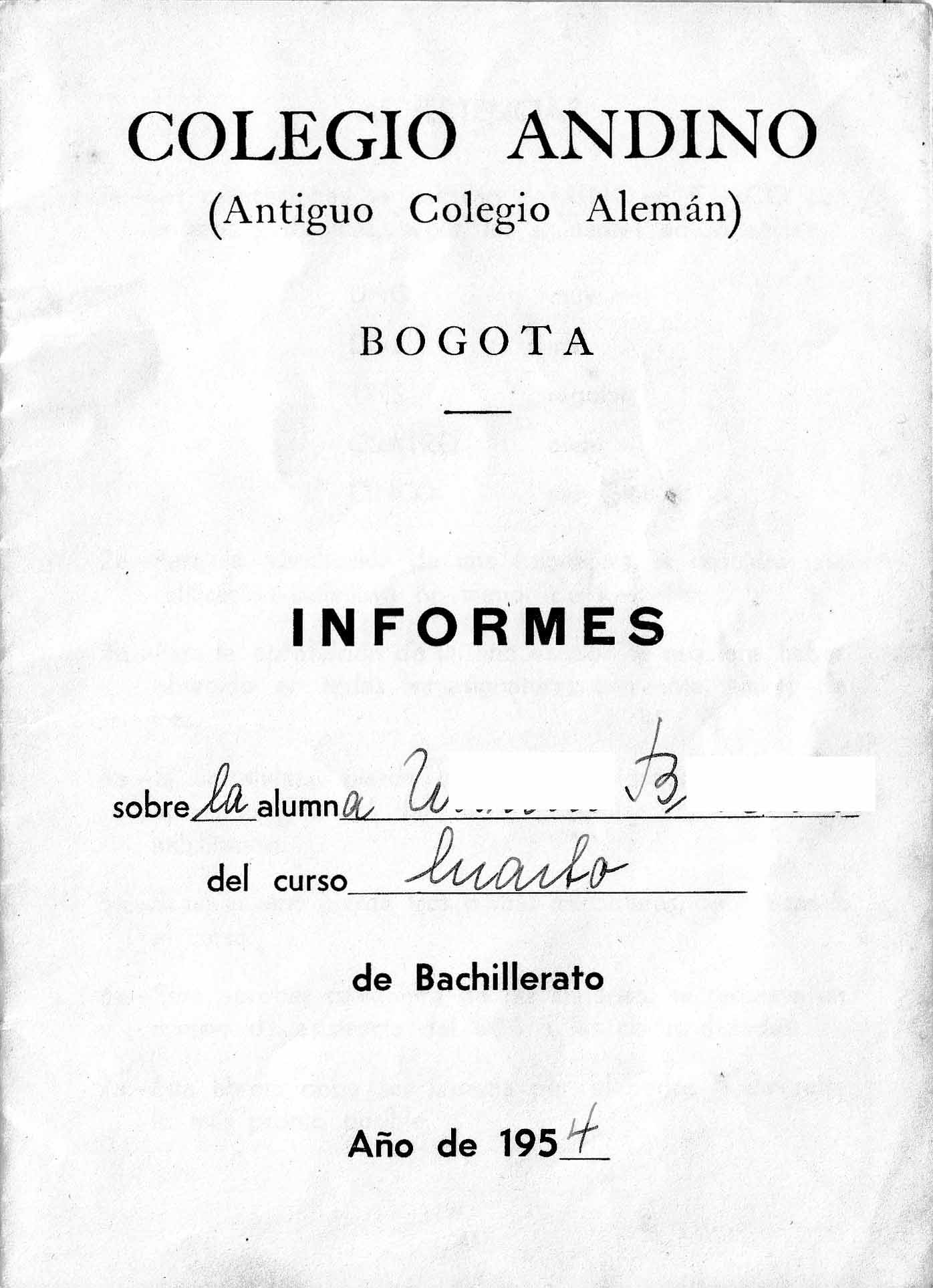

Fritz Müller gründete 1947 mit finanzieller Unterstützung des Juweliers Reinhard Kling eine Privatschule unter dem neutralen Namen Colegio Andino, deren Name im Goethejahr 1949 um den Zusatz „Johann Wolfgang von Goethe“ ergänzt wurde. Seine Frau Maria Müller leitete in dieser Zeit die Primaria und entwarf das noch heute benutzte Schulwappen. 1948 übertrug Müller die Schule einschließlich des Mobiliars und der Namensrechte an den nach dem Zweiten Weltkrieg wiedergegründeten Deutschen Schulverein, umbenannt in Corporación Cultural Alejandro von Humboldt. Müller – aufgrund seiner Glatze von Schülern liebevoll „Cocoliso“ genannt – blieb bis 1954 Rektor der nunmehr in „Colegio Andino – Deutsche Schule“ umbenannten Bildungseinrichtung. Nach langwierigen Verhandlungen gelang es dem Schulverein 1948, die kolumbianische Regierung zur Rückgabe des eingezogenen Vereinsvermögens zu bewegen. Hierzu gehörte das vor dem Krieg als Sportgelände genutzte Grundstück an der Carrera 11 / Calle 82, auf dem 1952 ein Schulneubau errichtet werden konnte.

### Weitere Entwicklung
1982 erfolgte der Umzug der Schule an ihren jetzigen Standort im Norden von Bogotá in der Carrera 51 mit Calle 218. Auf dem früheren Grundstück entstand 1993 das nach der Schule benannte Shopping-center Centro Comercial Andino. Im Jahr 2016/17 waren 1611 Schüler eingeschrieben. Das Colegio Andino verfügt über eine moderne Infrastruktur, die sie zu einer der besten Schulen des Landes macht. 2022 beging die Schule das 100-jährige Jubiläum ihrer Gründung.

## Partnerschule
Die Deutsche Schule Bogotá ist Partnerschule der Sportschule Potsdam „Friedrich Ludwig Jahn“.